# 氷樹むう
氷樹むう（ひょうじゅむう）は、日本のゲームクリエイター、グラフィックデザイナー。

## 担当作品

### コンパイル
- ぷよぷよ（ファミリーコンピュータディスクシステム/MSX2/アーケード／メガドライブ）
- 魔導物語1-2-3（MSX2/PC-98）：グラフィック/キャラクターデザイン
- 魔導師ラルバ総集編

### スティング
- 神機世界EVOLUTION2
- トレジャーハンターG
- BAROQUE（セガサターン／PlayStation）
- バロック タイピング
- ユグドラ・ユニオン（ゲームボーイアドバンス／PSP）
- Riviera

### その他
- ウィザードリィ 狂王の試練場（ワンダースワン）
- 十二国記 赫々たる王道 紅緑の羽化
- デジタルモンスター ディープロジェクト
- 天外魔境II MANJI MARU（PlayStation 2／ゲームキューブ）
- ファイナルファンタジーIV（ワンダースワン）
- ようこそ ひつじ村
- ルーンファクトリー５（Nintendo Switch）
- ブレイズ・ユニオン（PSP）